# Барон Нортбрук
Барон Нортбрук из Страттона в графстве Саутгемптон — наследственный титул в системе Пэрства Соединенного Королевства. Он был создан 4 января 1866 года для либерального политика, сэра Фрэнсиса Бэринга, 3-го баронета (1796—1866). Бароны Нортбрук являются старшей ветвью известной семьи Бэринг.

## История
Родоначальником семьи был Фрэнсис Бэринг (1740—1810), отец которого эмигрировал в Великобританию из Германии. Фрэнсис был основателем семейной фирмы, которая превратилась в «Barings Bank». 29 мая 1793 года для него был создан титул баронета из Ларкбира в графстве Девоншир (Баронетство Великобритании). Фрэнсис Бэринг заседал в Палате общин от Грэмпаунда (1784—1790), Уикома (1794—1796, 1802—1806) и Кална (1796—1800, 1801—1802).
Его старший сын Томас Бэринг (1772—1848) стал вторым баронетом, также представлял в Палате общин Великобритании Уиком (1806—1832) и Гемпшир (1832). Ему наследовал его старший сын Фрэнсис Бэринг, 3-й баронет (1796—1866). Он заседал в парламенте от Портсмута (1826—1865), занимал должности канцлера казначейства (1839—1841) и первого лорда Адмиралтейства (1849—1852). В 1866 году он был возведен в звание пэра Соединенного Королевства в качестве барона Нортбрука из Страттона в графстве Саутгемптон.
Старший сын лорда Нортбрука, Томас Бэринг, 2-й барон Нортбрук (1826—1904). Он заседал в Палате общин от Пенрина и Фалмута (1857—1866), занимал должности заместителя министра по делам Индии (1859—1861, 1861—1864), заместителя военного министра (1861), заместителя министра внутренних дел (1864—1866), первого лорда Адмиралтейства (1880—1885), вице-короля Индии (1872—1876) и лорда-лейтенанта Гэмпшира (1890—1904). 10 июня 1876 года для него был создан титул виконта Бэринга из Ли в графстве Кент и графа Нортбрука в графстве Саутгемптон (Пэрство Соединённого королевства). После его смерти в 1904 году титулы унаследовал его старший сын, Фрэнсис Джордж Бэринг, 2-й граф Нортбрук (1850—1929). Он заседал в Палате общин от Уинчестера (1880—1885) и Бигглсуэйда (1886—1892). 2-й лорд Нортбрук был бездетным, и после его смерти в 1929 году титулы виконта Бэринга и графа Нортбрука прервались. Но титулы барона и баронета унаследовал его двоюродный брат, Фрэнсис Артур Бэринг (1882—1947), который стал 4-м бароном Нортбруком. Он был сыном достопочтенного Фрэнсиса Бэринга (1850—1915), третьего сына первого барона и партнера в «Barings Bank».
По состоянию на 2010 год носителем баронского титула являлся внук четвертого барона, Фрэнсис Томас Бэринг, 6-й барон Нортбрук (род. 1954), который стал преемником своего отца в 1990 году. Лорд Нортбрук является одним из девяноста избранных наследственных пэров, которые остались в Палате лордов после принятия en:Акта Палаты лордов 1999 года, где сидит на скамейках консерваторов.

## Другие известные члены семьи Бэринг
- Александр Бэринг, 1-й барон Ашбертон[англ.] (1774—1848), дядя 1-го барона Нортбрука, британский политик и финансист[1].
- Эдвард Чарльз Бэринг, 1-й барон Ревелсток[англ.] (1828—1897), британский банкир, сын политика Генри Бэринга (1777—1848)[2].
- Ивлин Бэринг, 1-й граф Кроумер (1841—1917), сын Генри Бэринга (1777—1848)[3].
- Чарльз Ивлин Бэринг, 1-й барон Ховик Глендейлский[англ.] (1903—1973), младший сын предыдущего[4].
- Его преосвященство Чарльз Томас Бэринг[англ.] (1807—1879), епископ Глостерский и Бристольский (1856—1861) и Даремский (1861—1879), четвертый сын Томаса Бэринга, 2-го баронета (1772—1848) и младший брат 1-го барона Нортбрука[5].
- Томас Чарльз Бэринг[англ.] (1831—1891), банкир и консервативный политик, сын предыдущего[6].

## Баронеты Бэринг из Ларкбира (1793)
- 1793—1810: Сэр Фрэнсис Бэринг, 1-й баронет[англ.] (18 апреля 1740 — 12 сентября 1810), сын Джона Бэринга (1697—1748)[7];
- 1810—1848: Сэр Томас Бэринг, 2-й баронет[англ.] (12 июня 1772 — 3 апреля 1848), старший сын предыдущего[8];
- 1848—1866: Сэр Фрэнсис Торнхилл Бэринг, 3-й баронет (20 апреля 1796 — 6 сентября 1866), старший сын предыдущего, барон Нортбрук с 1866 года[9].

## Бароны Нортбрук (1866)
- 1866—1866: Фрэнсис Торнхилл Бэринг, 1-й барон Нортбрук (20 апреля 1796 — 4 сентября 1866), старший сын сэра Томаса Бэринга, 2-го баронета[9];
- 1866—1904: Томас Джордж Бэринг, 2-й барон Нортбрук (22 января 1826 — 15 ноября 1904), единственный сын предыдущего от первого брака, граф Нортбрук с 1876 года[10].

## Графы Нортбрук (1876 г.)
- 1876—1904: Томас Джордж Бэринг, 1-й граф Нортбрук (22 января 1826 — 15 ноября 1904), единственный сын 1-го барона Нортбрука от первого брака[10];
- 1904—1929: Фрэнсис Джордж Бэринг, 2-й граф Нортбрук[англ.] (8 декабря 1850 — 12 апреля 1929), старший сын предыдущего[11].

## Бароны Нортбрук (продолжение креации 1866 года)
- 1929—1947: Фрэнсис Артур Бэринг, 4-й барон Нортбрук (20 июля 1882 — 15 декабря 1947), старший сын достопочтенного Фрэнсиса Генри Бэринга (1850—1915), внук 1-го барона Нортбрука[12];
- 1947—1990: Фрэнсис Джон Бэринг, 5-й барон Нортбрук (31 мая 1915 — 4 декабря 1990), единственный сын предыдущего[13];
- 1990 — настоящее время: Фрэнсис Томас Бэринг, 6-й барон Нортбрук (род. 21 февраля 1954), единственный сын предыдущего[14].

У барона нет сыновей и, соответственно, у баронского титула нет наследника.
- Наследником титула баронета является пятиюродный брат нынешнего барона — Питер Бэринг (род. 12 сентября 1939)[15]. Он является старшим сыном Десмонда Чарльза Найджела Бэринга (1914—1991)[16] и праправнуком епископа Чарльза Бэринга[англ.], младшего сына 2-го баронета[5];
  - Наследник наследника: Сэмюэл Найджел Бэринг (род. 1987), старший сын Питера Бэринга[17].